# Jean Vigne
Jean Vigne, né à Lyon en France le 16 mars 1933 et décédé à Naupacte en Grèce le 25 mai 2010, est un réalisateur et photographe français.

## Biographie
Jean Vigne a commencé comme assistant-réalisateur au cinéma, puis est devenu réalisateur. Il a ensuite travaillé dans le milieu de la télévision, réalisant plusieurs émissions dont Dim, Dam, Dom. Parallèlement, Jean Vigne a mené une carrière de photographe — et s’est exclusivement consacré à cette activité à partir du milieu des années 1980 —, réunissant près de 40 000 clichés, qu’il a diffusés dans des revues comme Connaissance des arts.

## Carrière
- 1955 : Les Hussards (film d’Alex Joffé) : assistant stagiaire
- 1956 : Des gens sans importance (film d’Henri Verneuil) : assistant-réalisateur
- 1957 : Le Cas du docteur Laurent (film de Jean-Paul Le Chanois) : assistant-réalisateur
- 1958 : Croquemitoufle (film de Claude Barma) : assistant-réalisateur
- 1958 : Les Vignes du Seigneur (film de Jean Boyer) : assistant-réalisateur
- 1960 : Fortunat (film d’Alex Joffé) : assistant-réalisateur
- 1961 : La Fille aux yeux d’or (film de Jean-Gabriel Albicocco) : assistant-réalisateur, en plus d’un rôle de chauffeur de taxi
- 1962 : Le Temps des assassins (court métrage, commenté par Michel Piccoli) : coréalisateur avec Adonis Kyrou, scénariste
- 1965 : L’Affaire Dreyfus (court-métrage documentaire de 18 minutes en noir et blanc, réalisé pour les écoles) : réalisateur
- 1965 : Dim, Dam, Dom (émission télévisée) : réalisateur
- 1974 : Michelet (documentaire, narration par Martine Sarcey) : réalisateur